# 分裂国家罪
分裂国家罪，是中華人民共和國的一項刑事罪名。
根据《中华人民共和国刑法》第一百零三条规定，本罪是指组织、策划、实施分裂国家、破坏国家统一，或者与境外的机构、组织、个人相勾结，组织、策划、实施分裂国家、破坏国家统一的行为。
根据《中华人民共和国香港特别行政区维护国家安全法》第二十条，任何人组织、策划、实施或者参与实施旨在分裂国家、破坏国家统一行为的，不论是否使用武力或者以武力相威胁，即属犯罪。

## 刑法罪名

### 定义
指组织、策划、实施破坏国家统一的行为，如私自宣布某一地方独立，进行破坏国家统一的游行，或进行各种破坏国家统一的非法活动等。
本罪只能由直接故意构成，即行为人明知自己的行为会造成分裂国家、破坏国家统一的结果，并积极追求这种结果发生。背叛国家罪在主观方面既可以由直接故意构成，也可以由间接故意构成，即行为人明知自己的行为会发生分裂国家、破坏国家统一的危害结果，并且希望或者放任这种结果发生。
根据《关于依法惩治“台独”顽固分子分裂国家、煽动分裂国家犯罪的意见》第二条，以将台湾从中国分裂出去为目的，组织、策划、实施标准所认定之行为者，依照中华人民共和国刑法第一百零三条第一款的规定，以分裂国家罪定罪处罚；其认定标准为：

（1）发起、建立“台独”分裂组织，策划、制定“台独”分裂行动纲领、计划、方案，指挥“台独”分裂组织成员或者其他人员实施分裂国家、破坏国家统一活动的；
（2）通过制定、修改、解释、废止台湾地区有关规定或者“公民投票”等方式，图谋改变台湾是中国一部分的法律地位的；
（3）通过推动台湾加入仅限主权国家参加的国际组织或者对外进行官方往来、军事联系等方式，图谋在国际社会制造“两个中国”、“一中一台”、“台湾独立”的；
（4）利用职权在教育、文化、历史、新闻传媒等领域大肆歪曲、篡改台湾是中国一部分的事实，或者打压支持两岸关系和平发展和国家统一的政党、团体、人员的；
（5）其他图谋将台湾从中国分裂出去的行为。 

### 量刑
- 第103条第1款：组织、策划、实施分裂国家、破坏国家统一的，对首要分子或者罪行重大的，处无期徒刑或者10年以上有期徒刑；对积极参加的，处3年以上10年以下有期徒刑；对其他参加的，处3年以下有期徒刑、拘役、管制或者剥夺政治权利[5]。
- 第113条：本章上述危害国家安全罪行中，除第103条第2款、第105条、第107条、第109条外，对国家和人民危害特别严重、情节特别恶劣的，可以判处死刑。犯本章之罪的，可以并处没收财产。
- 第56条：对于危害国家安全的犯罪分子应当附加剥夺政治权利；独立适用剥夺政治权利的，依照本法分则的规定。

对其他参加的，处3年以下有期徒刑、拘役、管制或者剥夺政治权利；对国家和人民危害特别严重、情节特别恶劣的，可以判处死刑。本罪可以并处没收财产。

## 港区国安法罪名

### 定义
根据《中华人民共和国香港特别行政区维护国家安全法》第二十条，“任何人组织、策划、实施或者参与实施以下旨在分裂国家、破坏国家统一行为之一的，不论是否使用武力或者以武力相威胁，即属犯罪：
1. 将香港特别行政区或者中华人民共和国其他任何部分从中华人民共和国分离出去；
2. 非法改变香港特别行政区或者中华人民共和国其他任何部分的法律地位；
3. 将香港特别行政区或者中华人民共和国其他任何部分转归外国统治。”[2]

### 量刑
根据《中华人民共和国香港特别行政区维护国家安全法》规定，触犯分裂国家罪，对首要分子或者罪行重大的，处无期徒刑或者十年以上有期徒刑；对积极参加的，处三年以上十年以下有期徒刑；对其他参加的，处三年以下有期徒刑、拘役或者管制。

## 案例
註：以下案例不包括《中華人民共和國香港特別行政區維護國家安全法》實施的案例。
- 恰扎·强巴赤列（藏族），西藏南木林人，恰扎活佛，原日喀则扎什伦布寺堪布，后被判犯有分裂国家罪和故意泄露国家秘密罪而判處有期徒刑6年、剝奪政治權利3年，2001年刑滿後仍未獲釋放。
- 當知项欠（藏族），纪录片《不再恐惧》拍摄者，2009年被一审判处判处有期徒刑6年。
- 伊力哈木·土赫提（维吾尔族），維吾爾族經濟學家，原中央民族大学教师，《维吾尔在线》创办者，2014年被指控在網站煽動新疆獨立，他否認有關指控，一审被判处无期徒刑，剝奪政治權利終身，沒收個人全部財產。
- 2020年7月，青海藏族词曲作者康卓才丹因创作一首颂扬西藏精神领袖达赖喇嘛的歌曲，遭黄南州泽库县警方抓捕、刑拘，并被当地泽库县检察院以涉嫌“煽动分裂国家”等罪名批捕。青海省黄南州泽库县法院一审以“煽动分裂国家罪” 、“对外泄露国家机密罪”等重判康卓才丹有期徒刑7年[6]。
- 2021年1月，河北保定人庞健被河北高碑店市公安局以“涉嫌分裂国家”罪名逮捕。庞健是一名天主教徒，主張「幽燕「（即京津冀地區）從中國獨立，建立由「幽燕人」自治的獨立國家，也是「幽燕獨立運動」的發起之一。龐曾用多年时间游历京津冀各地，独立调查当地的强拆情况、天主教地下教会运作情形、建筑古迹及风土人情，并以本土主义视角书写过与当地历史、宗教、文化相关的文章[7][8]。
- 杨智渊，台湾台中人，社会运动人士。因组建台灣民族黨及推动台湾入联等台独活动，于2022年8月3日被温州国安局逮捕[9]。2024年8月一审判处有期徒刑九年，剥夺政治权利三年[10]。成為首位此罪罪成的台灣人。